# Tursk (województwo mazowieckie)
Tursk – wieś w Polsce położona w województwie mazowieckim, w powiecie białobrzeskim, w gminie Stara Błotnica. Przez miejscowość przebiega droga wojewódzka nr 732.
Wieś wchodzi w skład sołectwa Tursk - Łępin. Sołectwo w 2023 liczy 258 mieszkańców.
W latach 1975–1998 miejscowość położona była w województwie radomskim.
Wierni Kościoła rzymskokatolickiego należą do parafii św. Jana Chrzciciela w Kaszowie. 